# Sphelodon beameri
Sphelodon beameri är en stekelart som beskrevs av Dasch 1988. Sphelodon beameri ingår i släktet Sphelodon och familjen brokparasitsteklar. Inga underarter finns listade i Catalogue of Life.